# Асікаґа Сіґеудзі
Асікаґа Сіґеудзі (між 1434 та 1438 — 25 жовтня 1497) — 5-й Канто-кубо (намісник регіону Канто в період Муроматі) у 1449—1455 роках, 1-й Коґа-кубо у 1455—1497 роках.

## Життєпис
Походив зі знатного самурайського роду Асікаґа. Молодший син канто-кубо Асікаґа Мотіудзі. Точна дата народження невідома: між 1434 і 1438 роками. Отримав дитяче ім'я Ейдзуомару. У 1439 році його батько повстав проти сьогуна Асікаґа Йосінорі, але зазнав поразки й вимушений був здійснити сеппуку разом зі старшим сином. Сіґеудзі з рештою братів втік до володінь клану Юкі. Втім у 1441 році усі замки останніх було захоплено військами Уесуґі Норідзане. При спробі втекти двоє братів Ейдзуомару було схоплено й страчено, але він зумів врятуватися.
У 1449 році за сприяння своїх родичів призначається сьогуном Асікаґа Йосімаса на посаду канто-кубо. Тоді ж відбулося генпуку (церемонія повноліття) й Ейдзуомару змінив ім'я на Сіґеудзі. Оскільки сьогун не довіряв останньому то призначив свого вірного васала Уесуґі Норітада на посаду канрей (головного радника). З огляду на молодий вік Асікаґа Сіґеудзі значна влада опинилася у Норітади. Поступово стосунки між ними погіршувалися, оскільки Сігеудзі прагнув до повноважень, якими володів його батько. До того ж він пам'ятав про активну участь роду Уесугі в знищені своєї родини.
У 1454 році Асікаґа Сіґеудзі запросив Уесуґі Норітада до свого маєтку, де наказав вбити. Це викликало повстання родичів й союзників клану Уесугі. Того ж року Сігеудзі зазнав поразки від Імаґава Норітада й вимушений був тікати з Камакури до Коґа, резиденції вірного клану Юкі. На його місце прибув Асікаґа Масатомо, проте вірні васали Сігеудзі не дозволили тому зайняти Камакуру. У 1455 році у битві біля Бубайґавара союзники Сіґеудзі завдали поразки військам Асікаґа Масатомо.
З цього часу почалося протистояння Сігуедзі й Масамото за владу в Канто, а фактична влада все більше переходила до місцевих кланів. Разом з тим Асікаґа Сіґеудзі утворив самостійне володіння, що лише номінально визнавало владу сьогуна. Його підтримали клани Ода, Юкі, Уцуномія, Сатомі, Сатаке, Кояма і Тіба.
У 1471 році Асікаґа Сіґеудзі зазнав поразки й вимушений був тікати до замку Тіба. Бойові дії з перемінним успіхом тривали до 1482 року, коли зумів привернути на свій бік канто-канрея Уесуґі Акісада. Слідом за цим Сігеудзі зумів повернути частину своїх володінь й знову осісти в Козі. Тут панував до самої смерті.
Помер у 1497 році. Посаду кога-кубо успадкував старший син Асікаґа Масаудзі. Втім вплив останнього незабаром зменшився, а реальну владу отримав рід Юкі. За нащадків Масаудзі виокремився рід оумі-кубо на чолі із Асікаґа Йосіакі.